# Husumvold Kirke
Husumvold Kirke ligger på Gadelandet i Brønshøj.

## Historie
Husumvold Sogn var oprindelig en del af Husum Sogn, men da det i 1948 var nået op på 22.000 indbyggere, blev der nedsat en komission under kirkeministeriet, der skulle arbejde på en sognedeling. Allerede samme år blev der med midler fra bl.a. kirkefondet indrettet en midlertidig kirkesal i en af de tre tidligere flygtningebarakker, der stod på fæstningsvolden ved Frederikssundsvej. Den midlertidige kirke kom naturligt nok til at hedde "Kirken på Husum Vold".
Der gik tre år før sognedelingen kom i stand, og Husumvold Sogn blev udskilt fra Husum Sogn, og der gik yderligere ni år før et nyt kirkebyggeri så dagens lys, som afløsning for den midlertidige barakkirke på volden. D. 20. marts 1960 blev den nye Husumvold Kirke indviet ved en festgudstjeneste på adressen Gadelandet 25, en smukt beliggende grund der skråner ned mod Åkandevej og Utterslev Mose. Kirken, der var tegnet af arkitekt Holger Jensen, var holdt i et kendt præg i stil med de gamle nordiske stavkirker og indeholdt lokaler til alt, hvad der var brug for i et sogn, der på det tidspunkt var nået op på 12.000 indbyggere. Omkring en atriumgård ligger kordegnekontor, konfirmandstue, præsteværelse, mødelokale og køkken.
I løbet af de næste 20 år voksede Husumvold Sogn til omkring 17.000 indbyggere bl.a. på grund af den massive udbygning i Tingbjerg og etableringen af Bystævneparken. Det medførte, at Tingbjerg Sogn blev udskilt fra Husumvold Sogn som et selvstændigt sogn, der fik sin egen kirke i 1983. I dag er der 8.000 indbyggere i Husumvold Sogn, der stadig har nære forbindelser til sine nabosogne.

## Kirkebygningen
Når man træder ind ad Husumvold Kirkes brede døre, gør de gule murstensvægge, den milde belysning fra atriumgården og de rummelige forhold i våbenhuset, at man straks føler sig velkommen.
Drejer man en kvart omgang, kommer man ind i kirkerummet under bjælkerne, der bærer orgelpulpituret. Her dukker man sig måske en smule, lige inden man er inde i det meget frie kirkerum, der bæres af høje, åbne spær, der leder tanken hen på en stavkirke. Det første man bemærker når man træder ind i kirkerummet er det meget store trekantede vinduesparti, der udfylder hele gavlen bag alteret. Her har man et smukt udsyn til kirkens græsplæne, der skråner ned mod Utterslev Mose. Husumvold Kirke har således en levende altertavle, der på en gang er tidløs og placerer kirken midt i hverdagen: Bag alteret kan man både se skyerne, der bevæger sig hen over himmelen, årstidernes skiften i trækronerne, mosens rige fugleliv og trafikken der passerer på Åkandevej. I græsset lige uden for kirken står et stort hvidt kors, som et vartegn for kirken.
Alteret er bygget af lodretstående, håndstrøgne gule mursten med en dybere "brændt" fuge imellem, lidt dybere end det øvrige murværk. Over alteret hænger Maria Sparre Petersens udsmykning, Regnen, og blev lavet sammen med menigheden i forbindelse med kirkens 50 års fødselsdag: Lange snore besat med tusindvis af perler hænger i korsform ned fra loftet, og glimter i lyset, der vælder ind af det store vinduesparti bag alteret.
På hver side af alteret er der en række knæskamler med blå hynder, der er meget markante i det lyse rum og forbinder sig med den lidt køligere blå farve, der kendetegner de enkle piller, der ligesom lænker det højtflyvende saddeltag til jorden. Som et modspil til de kølige blå farver lyser til højre en klar farvemosaik med alle slags glødende kulører. I et langt og smalt felt har kunstneren Palle Bruun i sin glasmosaik fortalt om kirkeåret og dets højtider, i en på engang symbolsk og fri ornamentik, der fornemmes som en række stærke farveoplevelser, der har bund i årets gang.
I kirkens midterakse, på det med et par trin forhøjede alterparti, står den cylinderformede døbefont, der er lavet af gule mursten ligesom alteret. Døbefontens skål er formet i ciseleret tin, med en lille, halvrund fordybning i midten og med enkle og fine blomstermotiver graverede i skålens brede rand. Skålen er ligesom dåbskanden designet af kirkens arkitekt Holger Jensen.
Stolestaderne er udformet som enkle stole, sammenhængende fire og fire, og man studser, når man hører, at der er plads til omkring 220 siddende personer i kirken. Kirkeskibet, der hænger til venstre i kirkerummet, er skænket af skibstømrer Palles søster frk. Laura Palle. Skibet er navngivet "Håbet" af Marstal og blev foræret til barakkirken i 1948.
På vej ud af kirkerummet bemærker man igen orgelpulpituret der svæver over døren og er i mørkt træ, der matcher kirkens spær. Orglet, der er bygget af Jensen og Thomsen, blev hovedrenoveret i 2011 og er på 15 stemmer, to manualer og en pedal.

## Eksterne kilder og henvisninger
- Husumvold Kirke hos KortTilKirken.dk